# Apollo (Pensilvania)
Apollo es un borough ubicado en el condado de Armstrong en el estado estadounidense de Pensilvania. En el año 2000 tenía una población de 1.765 habitantes y una densidad poblacional de 1,032.8 personas por km².

## Geografía
Apollo se encuentra ubicado en las coordenadas 40°35′03″N 79°33′52″O / 40.58417, -79.56444.

## Demografía
Según la Oficina del Censo en 2000 los ingresos medios por hogar en la localidad eran de $22,989 y los ingresos medios por familia eran $29,952. Los hombres tenían unos ingresos medios de $26,750 frente a los $19,432 para las mujeres. La renta per cápita para la localidad era de $13,415. Alrededor del 14.7% de la población estaba por debajo del umbral de pobreza.